# One Planet Summit

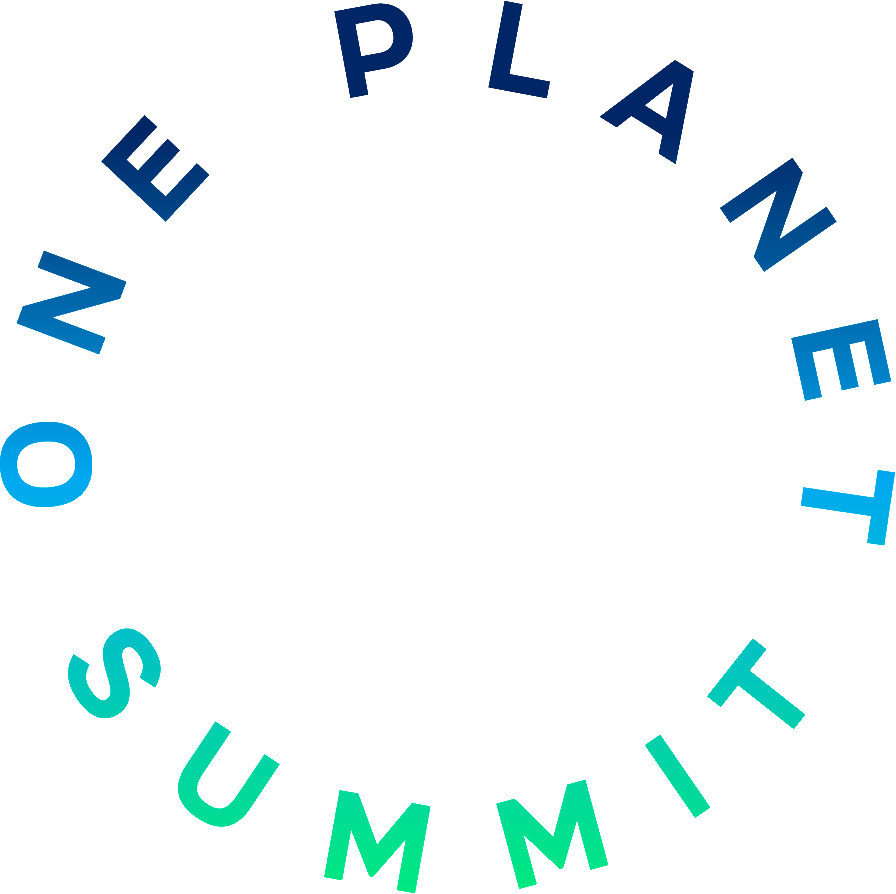
Biểu trưng của One Planet Summit

Hội nghị thượng đỉnh Một hành tinh (tiếng Anh: One Planet Summit) là một loạt các hội nghị thượng đỉnh về biến đổi khí hậu thế giới hoặc bổ sung do Tổng thống Pháp Emmanuel Macron công bố tại Hội nghị về Biến đổi khí hậu của Liên hiệp quốc ở Bonn 2017 (COP 23). Mục đích là để thúc đẩy "chuyển đổi sinh thái" trên toàn thế giới, thông qua đó, "các biện pháp bảo vệ môi trường và khí hậu được kết hợp với các cơ hội cho thị trường việc làm, đổi mới và nền kinh tế". Để đạt được mục tiêu này, nhiều "liên minh" khác nhau đã được hình thành giữa các chủ thể nhà nước và tư nhân để đạt được các mục tiêu cụ thể. Các nhà tổ chức,  ngoài chính phủ Pháp, còn có Ngân hàng Thế giới dưới thời Chủ tịch Jim Yong Kim và Liên Hợp Quốc với Tổng thư ký António Guterres.
Hội nghị thượng đỉnh Một hành tinh đầu tiên diễn ra vào ngày 12 tháng 12 năm 2017 – kỷ niệm hai năm hiệp định khí hậu thế giới được ký kết tại COP 21 – diễn ra gần Paris ở Boulogne-Billancourt trong trung tâm văn hóa La Seine Musicale trên đảo Seine Île Seguin. Sau cuộc gặp gỡ đầu tiên còn có các hội nghị thượng đỉnh tiếp theo ở New York vào năm 2018 và ở Nairobi vào năm 2019. Vào ngày 11 tháng 1 năm 2021, hội nghị thượng đỉnh lần thứ tư (trực tuyến) lại diễn ra tại Paris.

## Tham dự
Năm 2017, khoảng 4.000 đại diện từ các tổ chức, thành phố và các vùng từ khoảng 130 quốc gia đã gặp nhau, bao gồm khoảng 50 nguyên thủ quốc gia và chính phủ. Ngoài các nhân viên ngoại giao từ đại sứ quán của mình, Hoa Kỳ còn có các đại diện xã hội dân sự từ Liên minh cam kết của Hoa Kỳ; đại diện cho Cộng hòa Liên bang Đức Bộ trưởng Môi trường Barbara Hendricks cũng đã tham dự.

## Mục tiêu, mục đích
Với khẩu hiệu "Không có hành tinh B", hội nghị thượng đỉnh công khai ba mục tiêu trên trang web của mình:
1. Hãy ban ra các biện pháp cụ thể và tập thể. Có những giải pháp mà chúng ta nên bắt đầu trên toàn cầu và địa phương càng sớm càng tốt.
2. Hãy có tinh thần canh tân. Hãy sáng tạo và tháo vát khi chúng ta điều chỉnh hệ thống của mình theo những thay đổi không thể tránh khỏi và đẩy mạnh nỗ lực giảm thiểu phát thải khí nhà kính.
3. Hỗ trợ lẫn nhau. Tất cả chúng ta đều bị ảnh hưởng bởi biến đổi khí hậu, nhưng một số người trong chúng ta dễ bị tổn thương hơn những người khác. Chúng ta hãy làm việc cùng nhau vì lợi ích của tất cả mọi người và tăng cường hỗ trợ nhiều hơn nữa cho các quốc gia và dân tộc cần chúng nhất.

Trọng tâm chính sẽ là khả năng tăng tốc và hỗ trợ các nỗ lực chung để giải quyết sự nóng lên toàn cầu, từ đó phát triển các đổi mới, được nhà nước và tư nhân tài trợ. Mục đích chính là tư vấn về tài chính cho các biện pháp bảo vệ khí hậu; ngoài ra sẽ có thông báo của các chính trị gia khác nhau về việc đầu tư vào các công nghệ năng lượng mới.

## Diễn tiến
Trước đó, Chủ tịch Ngân hàng Thế giới Jim Yong Kim kêu gọi thúc đẩy các nỗ lực bảo vệ khí hậu quốc tế mặc dù không có sự tham gia của chính phủ Hoa Kỳ đương nhiệm dưới thời "người hoài nghi về biến đổi khí hậu" Donald Trump; Với những người tham gia ở Hoa Kỳ, các tiến bộ có thể đạt được bất chấp việc rút khỏi hiệp định khí hậu thế giới do Hoa Kỳ công bố cho năm 2020. Đại diện nước chủ nhà, Macron khẳng định Hiệp định Paris mang tính lịch sử chứ không phải thí dụ như có thể được đàm phán lại hầu có lợi cho Hoa Kỳ.
Vài ngày trước đó ở Nairobi tại trụ sở của Chương trình Môi trường Liên Hợp Quốc (UNEP) từ ngày 4 đến ngày 6 Tháng 12 năm 2017 Hội nghị về môi trường của Liên Hợp Quốc lần thứ 3 diễn ra, và cũng trong đầu tháng 12 tại Chicago tổ chức xã hội dân sự Mỹ Cam kết của Mỹ tổ chức lần đầu tiên ở Bắc Mỹ Hội nghị thượng đỉnh khí hậu Bắc Mỹ.
Vào đêm trước của hội nghị thượng đỉnh, Macron đã trao một số học bổng nghiên cứu cho các nhà nghiên cứu khí hậu Hoa Kỳ; Đức cũng đã công bố một khoản tài trợ cho nghiên cứu khí hậu, năng lượng và hệ thống trái đất như một phần của sáng kiến Làm cho hành tinh của chúng ta vĩ đại trở lại.
Sau cuộc họp của hơn 50 nguyên thủ quốc gia và chính phủ tham dự với Macron tại Điện Élysée, họ vào ngày 12. tháng 12 cùng nhau đi thuyền đến địa điểm hội nghị trên đảo Île Seguin. Michael Bloomberg, Đặc phái viên LHQ về Bảo vệ Khí hậu, tuyên bố rằng Hoa Kỳ có thể giữ các cam kết mà họ đã đưa ra đối với Thỏa thuận Paris bất chấp chính sách của Tổng thống Trump hoài nghi về biến đổi khí hậu, vì chính sách thân thiện với môi trường thí dụ được  nhiều công ty Hoa Kỳ quan tâm đến. Macron trước đó đã xác nhận rằng họ muốn đóng cửa nhà máy điện hạt nhân Fessenheim, nhưng một lần nữa không đưa ra ngày giờ nhất định. Macron đề xuất mười hai dự án bổ sung để đẩy nhanh cuộc chiến chống lại sự nóng lên toàn cầu do con người gây ra, như một chương trình phát triển xe điện để đi nhanh hơn chấm dứt việc di chuyển bằng nhiên liệu hóa thạch với các động cơ chạy bằng dầu xăng.

## Các kết quả
Ngân hàng Thế giới thông báo sẽ không còn tài trợ cho các dự án phát triển dầu khí từ năm 2019; công ty bảo hiểm AXA thông báo rằng họ sẽ không còn bảo hiểm cho các nhà máy nhiệt điện than mới trong tương lai và sẽ đầu tư 12 tỷ euro trong năm 2020  vào các dự án "xanh".
Đức đã khởi xướng cùng với Pháp, Anh, Hà Lan và Thụy Điển để làm cho việc mua bán khí thải trở nên đắt đỏ hơn, khiến giá phát thải CO2 cao hơn nhằm loại bỏ dần việc sử dụng các nhiên liệu hóa thạch; các tiểu bang California và Washington của Hoa Kỳ cũng làm theo.
Một số đối tác khác đã tham gia liên minh để từ bỏ sử dụng than đá do Vương quốc Anh thành lập tại COP 23 ở Bonn, nhờ đó số lượng thành viên của nó đã tăng lên khoảng 30 quốc gia và khu vực.
Tại Hội nghị thượng đỉnh Một hành tinh năm 2021 ở Paris, 14,3 tỷ đô la đã được huy động cho Bức tường Xanh Châu Phi ở Sahel.